# Navadna zlata rozga
Navadna zlata rozga (znanstveno ime Solidago virgaurea) je trajnica iz družine nebinovk, ki je razširjena po večini Evrope, pa tudi po Severni Ameriki, severni Afriki ter osrednji in jugozahodni Aziji. 

## Opis
Navadna zlata rozga zraste v višino med 30 in 100 cm in ima ravno pokončno steblo, ki je s premenjalno razvrščenimi suličastimi listi enakomerno olistano do vrha. Na vrhu stebla ima v koške združene rumene cvetove  s premerom okoli 7 mm in s kodeljicami iz laskov. Jezičastih cvetov je največ osem. Dno koška je golo, ovojkovi list pa rastejo v več vrstah in se prekrivajo kot strešniki.
Podvrste in variacije
- Solidago virgaurea subsp. alpestris (Waldst. & Kit.) Gremli
- Solidago virgaurea subsp. armena (Grossh.) Greuter
- Solidago virgaurea subsp. asiatica Kitam. ex Hara
- Solidago virgaurea var. calcicola Fernald
- Solidago virgaurea subsp. caucasica (Kem.-Nath.) Greuter
- Solidago virgaurea subsp. dahurica (Kitag.) Kitag.
- Solidago virgaurea subsp. gigantea (Nakai) Kitam.
- Solidago virgaurea var. insularis (Kitam.) Hara
- Solidago virgaurea subsp. jailarum (Juz.) Tzvelev
- Solidago virgaurea subsp. lapponica (With.) Tzvelev
- Solidago virgaurea subsp. macrorrhiza (Lange) Nyman
- Solidago virgaurea subsp. minuta (L.) Arcang.
- Solidago virgaurea subsp. stenophylla (G.E.Schultz) Tzvelev
- Solidago virgaurea subsp. talyschensis (Tzvelev) Sennikov
- Solidago virgaurea subsp. taurica (Juz.) Tzvelev
- Solidago virgaurea subsp. turfosa (Woronow ex Grossh.) Greuter
- Solidago virgaurea subsp. virgaurea
- Solidago virgaurea var. virgaurea

## Razširjenost in uporabnost
Uspeva na vseh vrstah dobro odcednih tal, ki pa morajo biti bogata s hranili. Bolj ji ustrezajo peščena tla, zato jo najpogosteje najdemo na posekah in kamnitih mestih, ob železniških progah in cestah, svetlih gozdovih in ob grmovju. Potrebuje polno sonce, uspeva pa tudi v polsenci in cveti od avgusta do oktobra. Dobro prenaša nizke zimske temperature.
Kot zdravilno rastlino so navadno zlato rozgo v arabskem svetu gojili že davno v zgodovini, evropski zdravniki 15. in 16. stoletja pa so jo uporabljali za zdravljenje ran. Vsebuje čreslovine, saponine, flavonoide, grenčine in eterična olja
Danes zeliščarji iz izvlečkov zeli pripravljajo sredstva za zdravljenje katarjev in ledvičnih kamnov, uporablja pa se tudi pri vnetjih sečil, mehurja in ledvic, težavah s prostato, za lajšanje revmatičnih obolenj in pri različnih težavah s kožo. Slovenska zdravilska zakonodaja razvršča  zlato rozgo v najvarnejšo skupino H.